# Guy M’Bongo
Guy M’Bongo (* 23. September 1968) ist ein ehemaliger zentralafrikanischer Basketballspieler.

## Karriere
M’Bongo nahm mit der Nationalmannschaft der Zentralafrikanischen Republik bei den Olympischen Sommerspielen 1988 in Seoul teil. Das Team kam auf Rang zehn.